# Грандиозность
Грандио́зность (англ. grandiosity, от лат. grandis — «важный, значительный; величественный») — самооценка, характеризующаяся гипертрофированными идеями собственной значимости, превосходства, возможностей и величия. Вера в собственную исключительность, требование от окружающих особого отношения и эгоцентризм:780. При приобретении идеями величия бредовой формы они обозначаются термином «бред величия».
Подобная форма завышения самооценки может наблюдаться при аффективных расстройствах (расстройствах настроения), а также у некоторых личностей с анормальной структурой мышления. Грандиозность как психопатологический симптом часто встречается при маниакальных и гипоманиакальных эпизодах биполярного расстройства Ⅰ типа:124, а также гипоманиакальных эпизодах биполярного расстройства Ⅱ типа:132. Помимо этого, грандиозность является признаком нарциссического расстройства личности, проявляющаяся в поведении или фантазиях таких людей, наряду с потребностью в восхищении со стороны окружающих и недостатком эмпатии:669.